# Romain Arneodo
Romain Arneodo (4 de agosto de 1992, Cannes, Francia) es un tenista profesional monegasco. 

## Carrera
Su ranking ATP más alto a nivel individual, fue el n.º 455 el 25 de agosto de 2014, mientras que en dobles alcanzó el puesto n.º 43 el 14 de abril de 2025.
Ha logrado hasta el momento 2 títulos de la categoría ATP, 16 en la ATP Challenger Tour, además de varios títulos Futures tanto en individuales como en dobles.

### Copa Davis
Desde el año 2014 es participante del Equipo de Copa Davis de Mónaco. Tiene en esta competición un récord total de partidos ganados/perdidos de 10/7 (7/4 en individuales y 3/3 en dobles).

## Títulos ATP (3; 0+3)

### Dobles (3)
| Leyenda                         |
| ------------------------------- |
| Grand Slam (0)                  |
| ATP World Tour Finals (0)       |
| ATP World Tour Masters 1000 (1) |
| ATP World Tour 500 (0)          |
| ATP World Tour 250 (2)          |

| N.º | Fecha               | Torneo     | Superficie    | Pareja         | Oponentes en la final          | Resultado           |
| --- | ------------------- | ---------- | ------------- | -------------- | ------------------------------ | ------------------- |
| 1.  | 4 de agosto de 2019 | Los Cabos  | Dura          | Hugo Nys       | Dominic Inglot Austin Krajicek | 7-5, 5-7, [16-14]   |
| 2.  | 13 de abril de 2025 | Montecarlo | Tierra batida | Manuel Guinard | Julian Cash Lloyd Glasspool    | 1-6, 7-6(8), [10-8] |
| 3.  | 25 de julio de 2025 | Umag       | Tierra batida | Manuel Guinard | Patrik Trhac Marcus Willis     | 7-5, 7-6(2)         |

#### Finalista (2)
| N.º | Fecha                 | Torneo     | Superficie    | Pareja                   | Oponentes en la final              | Resultado         |
| --- | --------------------- | ---------- | ------------- | ------------------------ | ---------------------------------- | ----------------- |
| 1.  | 28 de febrero de 2021 | Córdoba    | Tierra batida | Benoît Paire             | Rafael Matos Felipe Meligeni Alves | 4-6, 1-6          |
| 2.  | 16 de abril de 2023   | Montecarlo | Tierra batida | Tristan-Samuel Weissborn | Ivan Dodig Austin Krajicek         | 0-6, 6-4, [12-14] |